# Wietrznia

Dzielnice i osiedla Kielc, Wietrznia ma na mapie nr 41

Wietrznia – południowo-wschodnia część Kielc. Na jej terenie znajduje się dawny kamieniołom, obecnie rezerwat przyrody Wietrznia im. Zbigniewa Rubinowskiego i park krajobrazowy, zbudowany głównie z wapieni dewońskich. Stanowi on jedną z ciekawszych atrakcji turystycznych Kielc.
Południowa część Wietrzni ulega urbanizacji, do czego przyczyniło się wybudowanie w latach 2016–2018 ulicy Witolda Pileckiego stanowiący nowy przebieg DW764.

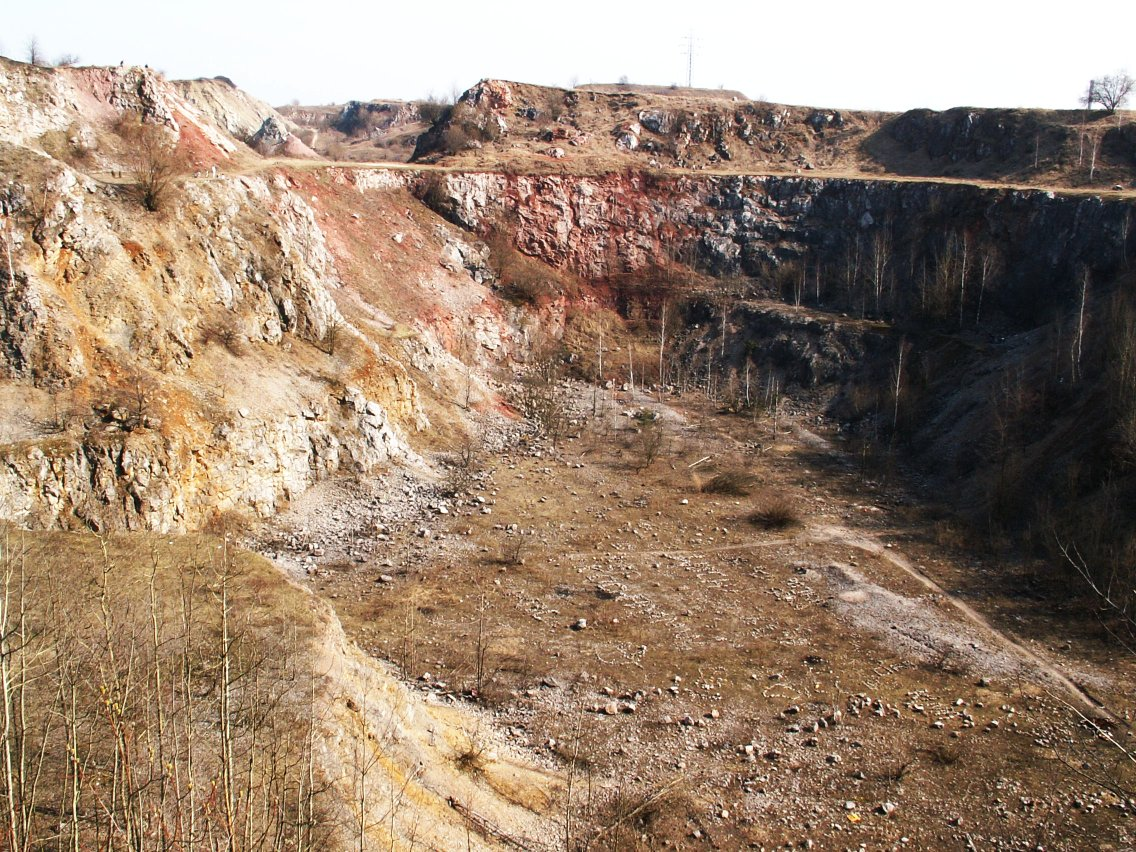
Kamieniołom Wietrznia
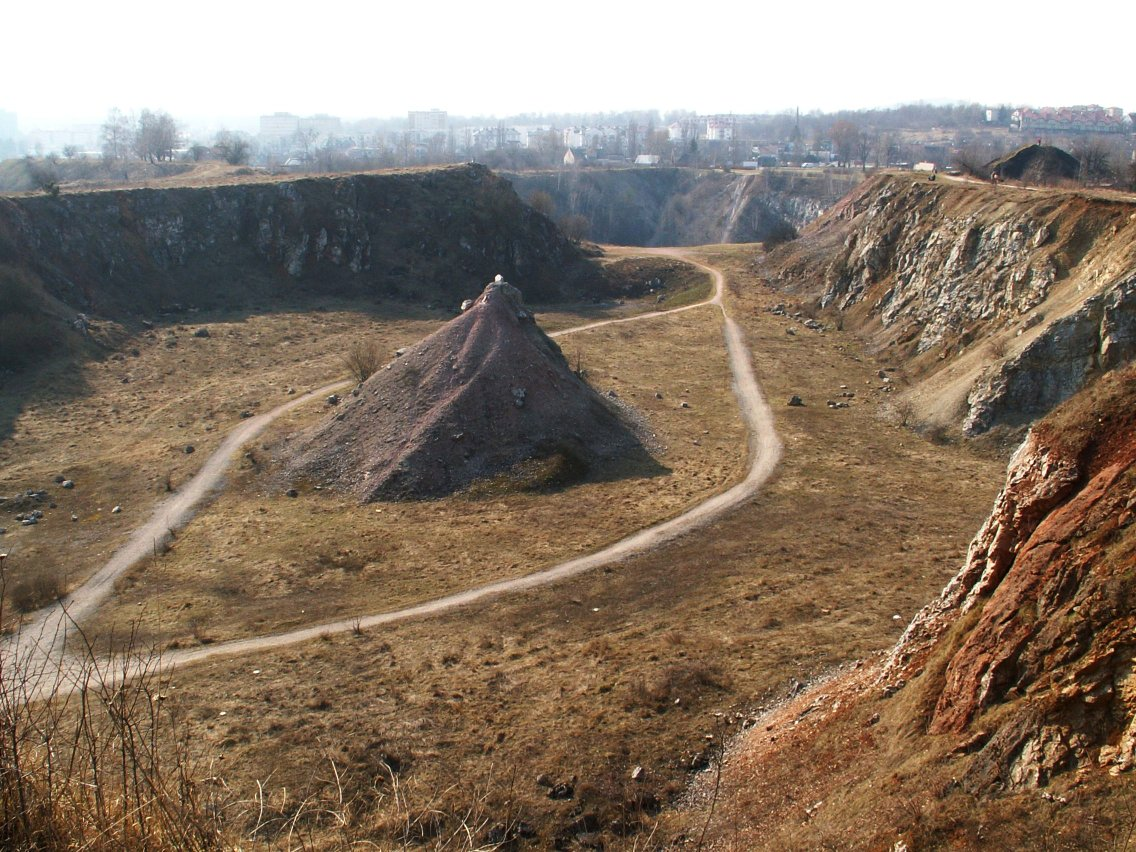
Kamieniołom Wietrznia
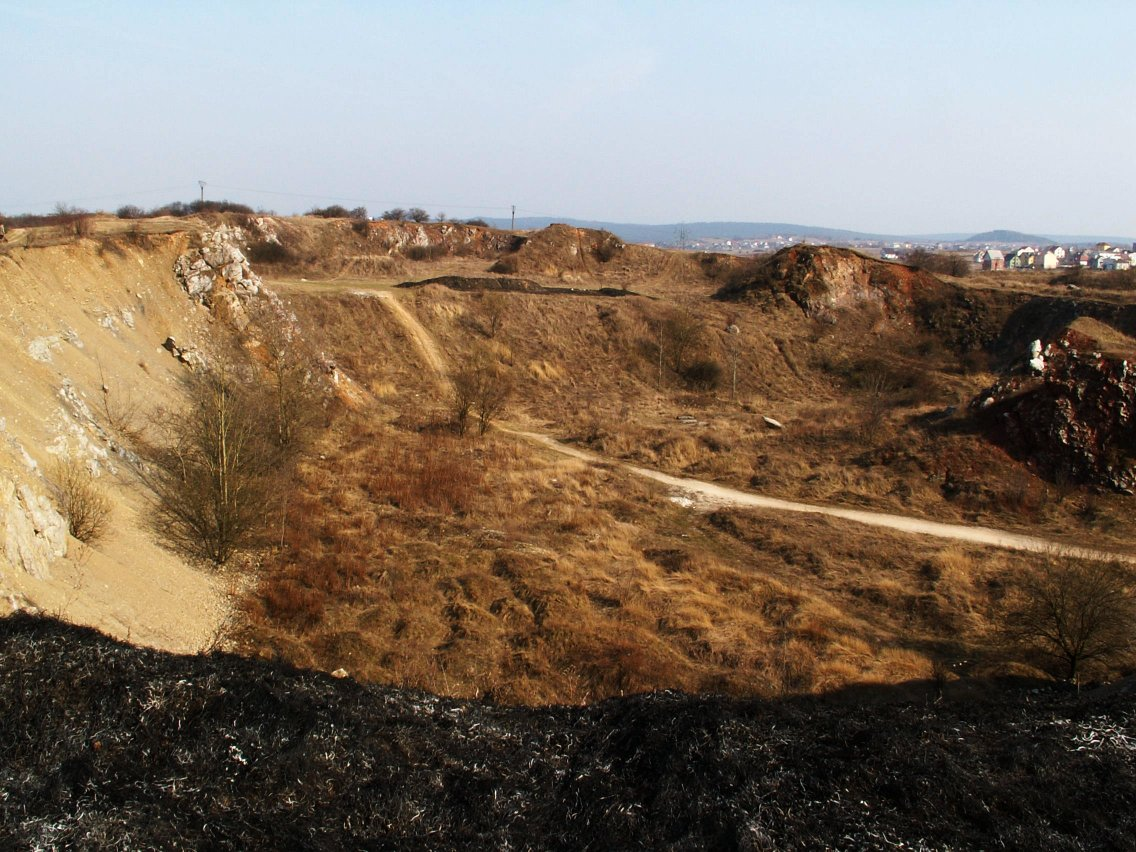
Kamieniołom Wietrznia